# Valvasone
Valvasone (friuli nyelven Voleson) város (comune) Északkelet-Olaszországban, a Friuli-Venezia Giulia régióban, Pordenone megyében, a Tagliamento folyó jobb (nyugati) partján. Lakóinak száma kb. 2200 fő, nevük olaszul: valvasonesi. Fennmaradt középkori óvárosa és festői várkastélya révén tagja az I Borghi più Belli d’Italia (Olaszország legszebb városai) elnevezésű egyesületnek.

## Fekvése
Valvasone városa a Pó-síkságon (más néven Velencei-mélyföldön) fekszik, a Tagliamento folyó nyugati (jobb) partján. A folyó itt két megye határát képezi, jobb partján Pordenone megye, vele szemben a keleti (bal) parton Udine megye (Codroipo városa) fekszik.
A község – Valvasone főhely mellett – több részközséget (frazione-t) is magában foglal, ezek a következők: Casamatta, Ponte Tagliamento, Pozzo Dipinto, Torricella, Sassonia, Fornasini, Grava.
A várossal szomszédos települések: Pordenone megyében nyugat felé Arzene, északon San Martino al Tagliamento, dél-délnyugaton Casarsa della Delizia és délen San Vito al Tagliamento, Udine megyében (a Tagliamento túlsó partján) délkeletre Codroipo, északkeletre Sedegliano városok.
Valvasone kb. 22 km-re keletre fekszik a megyeszékhelytől, Pordenone városától, a két települést az SP51, SP58, SP24 utak kötik össze. A város fölött mintegy 15 km-re északnyugatra két hegyi patak (torrente) egyesül, a Cellina és Meduna. A város 59 m tengerszint feletti magasságban fekszik, a hozzá tartozó terület 28 km².
Valvasone helyzete a legközelebbi nagyobb városokhoz képest: Udinétől 35 km-re keletre, Velencétől 105 km-re észak-északkeletre, Tolmezzótól 60 km-re, Pontebbától 90 km-re déli irányban fekszik. A város legcélszerűbben az SS13-as országos főúton (a „Pontebbanán”) át közelíthető meg, amely észak felől Pontebbán, Udinén és Codroipón át halad Treviso felé. A forgalmi csomópontokat a várostól délre alakították ki. Ugyanitt van Valvasone kis vasútállomása is.

## Történelme
A középkorban Valvasone sorsát földrajzi helyzete határozta meg. A falu a Tagliamento folyó egyik, az év nagy részében járható gázlójánál feküdt. A mélyföldön haladó folyó délebbi, kiszélesedett szakaszának gázlói gyakrabban és hosszabb időn át járhatatlanok voltak. Az átkelőhelyet Valvasone grófjainak várkastélya biztosította, az engedély megadása a mindenkori grófok privilégiuma volt.
Valvasone első említése 1218-ból való, az itteni udvarház ekkor Ulvino és Bonfante nevű birtokosok kezén volt, akik a Aquileiai Pátriárkátus hűbéresei voltak. Ezt a családot 1268-ban Valvasonei Corrado felkelése során kiirtották. Aquileia pátriárkája ekkor megbízta Spilimbergói Walterpertoldo grófot, hogy vonja ellenőrzés alá a Tagliamento folyó stratégiai fontosságú átkelőit. 1273 körül Walterpertoldo jelentősen megerősítette a várkastélyt és a környező épületeket. Halálával kihalt a Spilimbergo család főága. Valvasone birtoklásáért harc tört ki a környék legerősebb feudális családjai, a Zuccolák és a Cucagnák között. 1292-ben Raimondo della Torre pátriárka végül Simone di Cucagnának adta hűbérbe Valvasone városát és környékét.
1294-ben a közeli Gruaro község templomában ereklyéket találtak. Ezeknek méltó helyet keresve Condordia püspöke Valvasone grófjához fordult. 1330-ban a szentszék a megtalálás körülményeit csodás eseménynek ismerte el, és az ereklyék elhelyezésére új, a Megváltó Megtestesülésének szentelendő templom építését rendelte el. (A Duomo építése azonban csak a 15. században kezdődött meg).
A grófi család beköltözött városába, és kiépítette annak katonai védműveit, kialakítva a ma is látható városszerkezetet. 1300-ban kezdték meg a várost körülvevő kőfal építését. A városi földeket felparcellázták, a telkeket kézműveseknek és boltosoknak adták el, megteremtve az építkezés anyagi alapjait. Az 1350-es években kibővítették a várost, és létrehozták a középkori városépítés egyik legszebb példáját Nyugat-Friuliban. Az új városrészekben új templomokat építettek, az északi negyedben épültet Szent Jakabnak (San Giacomo) szentelték, a falakon kívül épült új község templomát Szent Jánosnak és Szűz Máriának (San Giovanni e Santa Maria).
Az 1420-as években a Velencei Köztársaság megdöntötte az Aquileiai Pátriárkátust. A városon keresztül vezetett a Portogruaro–Venzone közötti fontos kereskedőút, a gyorsan növekvő áruforgalmat a korszerűtlen szerkezetű, apró város nem tudta átbocsátani. A Valvasonéból való Giacomo Giorgio építkezésekbe kezdett, egyfelől bővítette a várost, másfelől korszerűsítette annak régi épületeit. 1449-ben a belső város közepén felépíttette a dómot (Duomo), melyet Krisztus Megtestesülésének (Santissimo Corpo di Cristo) szenteltek. Itt helyezték el a „Gruarói csodának” elismert eseménnyel összefüggő ereklyetárgyakat. A két meglévő régi templomot emiatt feladták. Újabb lakónegyedeket alakítottak ki, ahol egy új, kisebb templomot építettek, Szent Péter és Szent Pál apostoloknak szentelve (San Pietro e Paolo). Átépítették az 1335 óta működő városi ispotályt is.
A cambrai-i liga háborúi során, 1511-ben a városban felkelés tört ki, a várkastélyt felgyújtották. 1797-ben a város (Friuli tartománnyal együtt) a Campo Formió-i békeszerződés értelmében a Habsburg Birodalomhoz, majd 1866-ban, a porosz–osztrák–olasz háború után az Olasz Királysághoz került.

## Műemlékek, látnivalók
A várost övező kőfalak nagy részét a 19. század végén lebontották (Friuli más középkori városaihoz hasonlóan), de az óváros régi épületei és középkori hangulata máig fennmaradt.
- Valvasone grófjainak várkastélya (Castello dei Conti): Az olasz épített nemzeti örökség listáján szereplő műemlék. Nemrégen restaurálták, de a nagyközönség előtt még nincs megnyitva (2012).
- Szent Péter és Pál-templom (Chiesa di San Pietro e Paolo)
- Krisztus Megtestesülésének szentelt dóm (Duomo del Ss. Corpo di Cristo). Itt őrzik a gruarói ereklyéket. A két város sokáig rivalizált a csodatévő ereklyék tulajdonjoga és elhelyezése fölött. A kedélyek csak 1967-ben csillapultak, amikor a két település lakossága közösen ünnepelte a csodás esemény emléknapját. Ezután Gruaro és Valvasone testvérvárosi kapcsolatra lépett egymással.[3]
- Szűz Mária szolgálóleányainak egykori apácakolostora (Convento dei Servi di Maria)
- Elöljárósági palota (Palazzo Comunale)
- Óratorony (Torre delle ore)

## Képgaléria

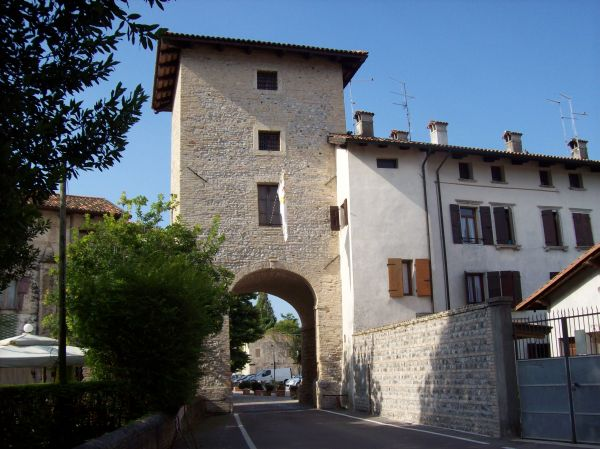
A Piazza Castello kaputornya
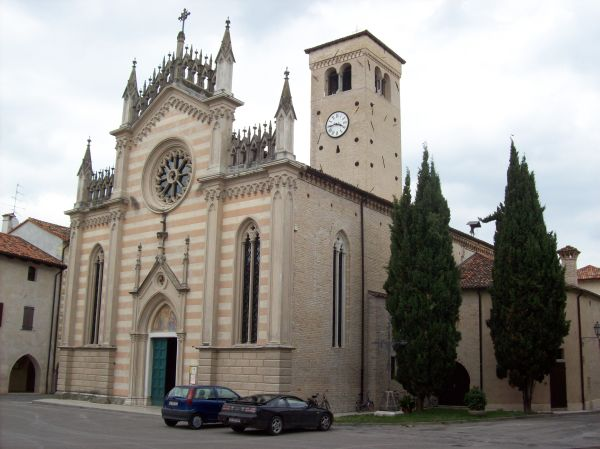
A dóm (Duomo)
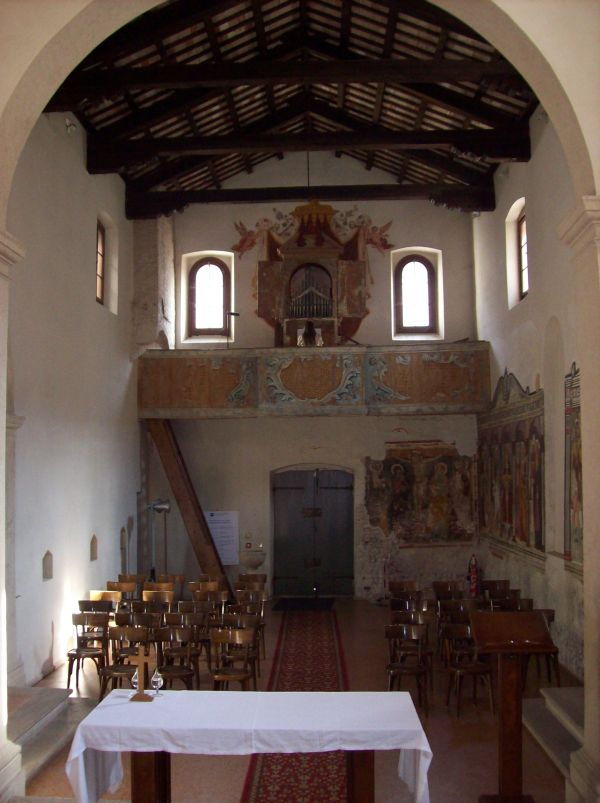
A Szent Péter és Pál-templom
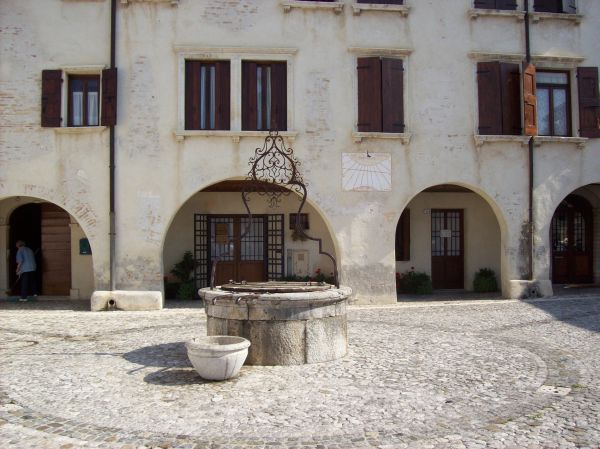
Régi kút a Piazza Castellón
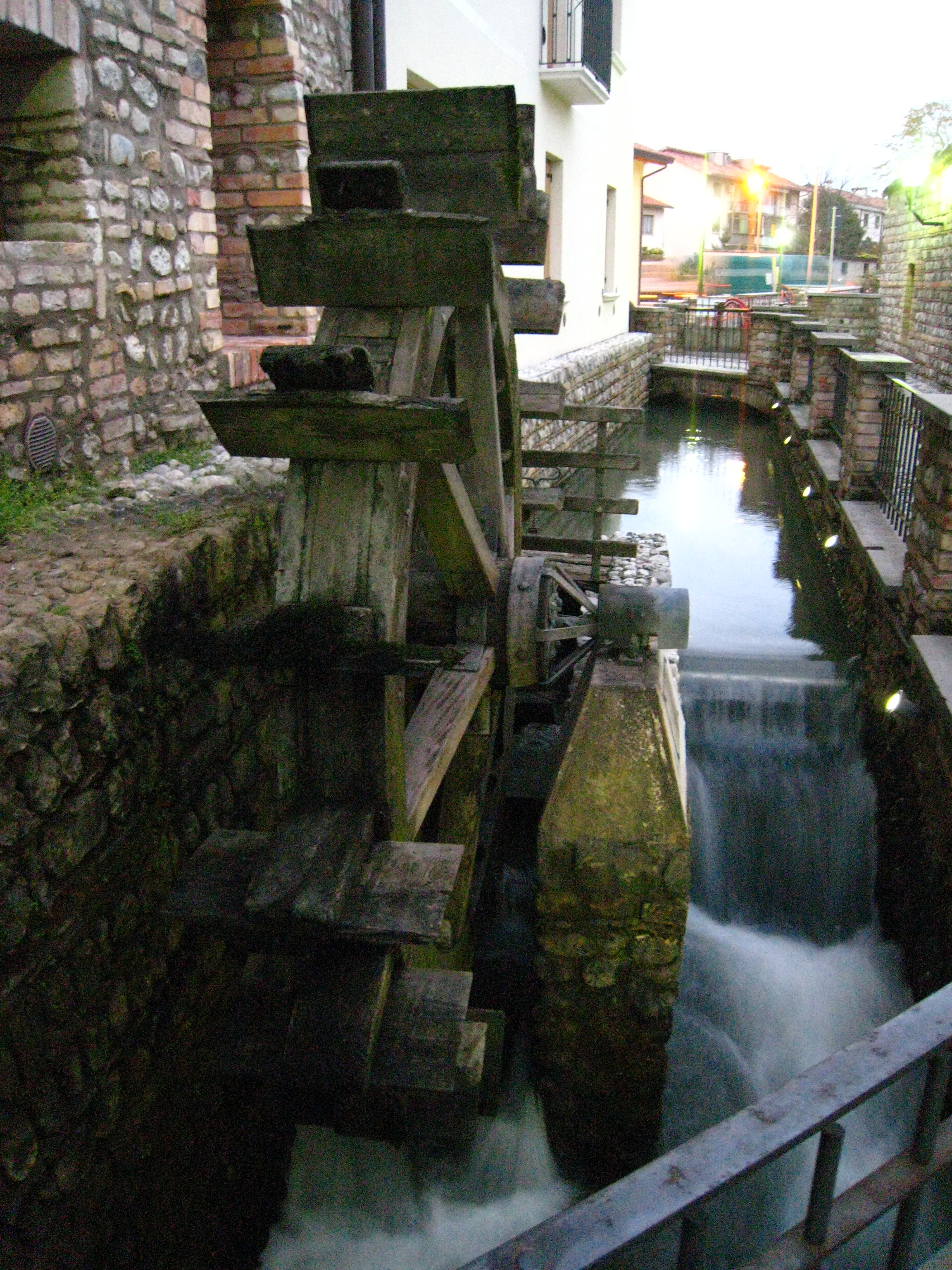
Via Monte Sabotino (volt Via della Roggia)

## Nyelvek, nyelvjárások
Valvasone lakossága az olasz államnyelv mellett elterjedten használja a friuli nyelv nyugati nyelvjárását (friulano occientale). A község területén érvényes a 2007. december 18-án elfogadott, 29. sz. regionális törvény „A friuli nyelv tanításának, érvényesítésének és előmozdításának normarendszeréről.” Friuli-Venezia Giulia régió kormányzata ebben rögzítette a „standard” és a helyi friuli nyelvjárást ténylegesen használó települések, közösségek hivatalos elnevezéseit mindkét nyelvjárásban.

## A város jelképei, ünnepei, kapcsolatai
Valvasone címerében ezüst alapon arany színű, álló kereszt látható, két alsó mezőjében egy-egy arany V betűvel, utalva a város nevére (Val Vasone). A város lobogója (gonfalone) azúrkék színű, ezüst színű, növényt formázó csipkedíszítéssel, közepén a város címerével, fölötte a Comune di Valvasone (Valvasone városa) felirattal. A fém tartók és alkatrészek ezüstözöttek. A zászlórúd azúrkék színű, melyre díszített ezüst spirál csík fut fel. A zászlórúdra olasz nemzeti színű, ezüsttel rojtozott szalagot kötnek.
A város védőszentjei Szent Péter és Szent Pál apostolok, ünnepnapjuk június 29.. Testvérvárosa Gruaro (Velence megye, Veneto régió).

## Kulturális események
- Zir dai Arboras: január 5-én, a Vízkereszt ünnepkörében, több friuli községen keresztül haladó váltófutás (staféta), zenés rendezvények, tűzgyújtás, forralt bor (vin brulè), hagyományos velencei édességek (pinza).

- Tavaszi orgonakoncertek: neves közreműködő művészek seregszemléje a Duomo orgonáján.
- Péter-Pál-napi ünnepkör (Festa di San Pietro e Paolo): június hónap második felében, a város védőszentjeinek ünnepnapjához kapcsolódva.
- Történelmi hagyományőrzés (Rievocazione storica): szeptember második hetében rendezett eseménysorozat, amely megeleveníti a város középkori életét.

## A város híres szülöttei
- Erasmo di Valvason (1523–1593) reneszánsz költő
- Tullio Avoledo (* 1957) író